# Australian Baseball League
Die Australian Baseball League ist eine professionelle Baseball-Liga in Australien. Seit der Saison 2018/19 besteht die Australian Baseball League aus acht Teams, von denen sieben in Australien und eines in Neuseeland beheimatet sind. Die Liga wurde bis 2016 von der Australian Baseball Federation (ABF) und Major League Baseball (MLB) verwaltet, bevor die ABF zur Saison 2016/17 alleiniger Eigentümer wurde. Vor der Saison 2018/19 wurden bis auf die Melbourne Aces alle Teams der Liga an private Eigentümer verkauft.
Die ABL findet von November bis Februar statt, daher spielen auch einige Spieler der ABL während der Sommersaison in den Minor Leagues in Nordamerika. Das macht die ABL zu einer „Winterliga“, obwohl in Australien während der Saison Sommer ist.

## Geschichte

### Gründung
Baseball hat eine lange Tradition in Australien, die bis in die 1850er-Jahre zurückgeht. Der Sport wurde durch US-amerikanische Goldgräber nach Australien gebracht. Das erste aufgezeichnete Baseballspiel in Australien wurde 1878 im Sydney Cricket Ground zwischen dem Surry Baseball Club und Mitgliedern der NSW Cricket Association ausgetragen. Zwischen 1889 und 1891 wurden Teams in Melbourne, Adelaide und Sydney gegründet. Ab 1934 wurde ein jährliches Baseballturnier, der sogenannte Claxton Shield, zwischen verschiedene Regionen Australiens repräsentierenden Teams ausgetragen. Die ersten drei Claxton Shields gewann das Vertreterteam Südaustraliens. Das Turnier wurde weitergeführt, bis im Jahr 1989 die erste landesweite australische Baseballliga gegründet wurde.

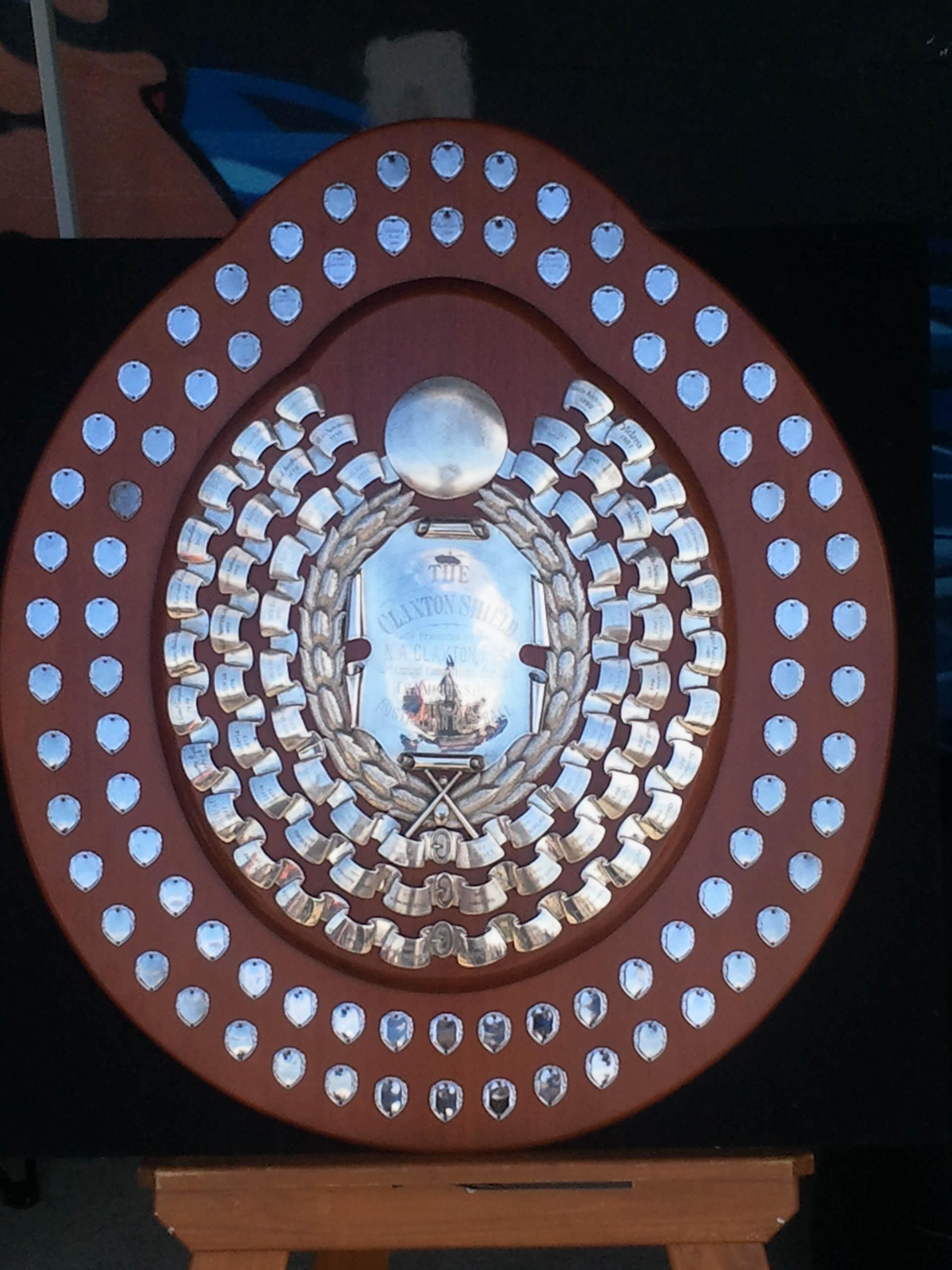
Der Claxton Shield, die Meisterschafts-trophäe in der Australian Baseball League.

### Die originale ABL (1989–1999)
Die gleichnamige Vorgängerliga der heutigen ABL wurde im Jahr 1989 gegründet und bestand bis zu ihrer Auflösung im Jahr 1999. Von den acht Gründungsteams der alten Liga existieren heute nur noch zwei unter demselben Namen – Perth Heat und die Brisbane Bandits. Der Claxton Shield, die bis heute vergebene Meisterschaftstrophäe der Australian Baseball League, ging in diesem Zeitraum zweimal an Perth Heat und einmal an die Brisbane Bandits.

### Die heutige ABL (2010–heute)
Die Australian Baseball League in ihrer heutigen Form wurde im Jahr 2010 als ein Joint Venture der Australian Baseball Federation (25 %) und Major League Baseball (75 %) gegründet. Gründungsteams waren die Brisbane Bandits, die Sydney Blue Sox, die Melbourne Aces, Adelaide Bite, Perth Heat und Canberra Cavalry. Die australische Regierung beteiligte sich mit 400.000 Australischen Dollars an der Gründung der Liga.
Im Jahr 2018 wurde die Liga auf acht Teams erweitert. Die Auckland Tuatara wurden als erstes neuseeländisches Team aufgenommen und in Geelong entstand ein Verein mit ausschließlich südkoreanischen Spielern. Gemeinsam mit der Aufnahme der beiden neuen Teams wurde auch das Play-off-System geändert und zum ersten Mal ein Wildcard-Spiel eingeführt.

## Organisation
Die ABL war bis 2016 ein Joint Venture der MLB (75 %) und der ABF (25 %). Anders als beim traditionellen Franchisemodell, bei denen Privatpersonen oder Privatunternehmen die Besitzer der Teams sind, gehörten alle Teams der Liga. Nach fünf Saisons endete der Vertrag mit der MLB und die Australian Baseball Federation wurde alleiniger Eigentümer der Australian Baseball League. Im Vorlauf der Saison 2018/19 wurde die Liga jedoch größtenteils privatisiert, indem bis auf die Melbourne Aces alle Teams an private Eigentümer verkauft wurden. Seitdem gehören die Teams folgenden Eigentümern:
| Team             | Eigentümer                                     |
| ---------------- | ---------------------------------------------- |
| Brisbane Bandits | Mark Ready, Holloway Sportswear                |
| Sydney Blue Sox  | Adam Dobb                                      |
| Adelaide Giants  | Adelaide Crows                                 |
| Canberra Cavalry | private Investorengruppe                       |
| Perth Heat       | Rory Vassallo, Christian Galopolous            |
| Auckland Tuatara | Baseball New Zealand, private Investorengruppe |
| Geelong Korea    | Winterball Korea                               |
| Melbourne Aces   | Privatisierung für Saison 2019/20 geplant      |

## Teams
Ab der Saison 2018/19 besteht die Australian Baseball League aus acht Teams in zwei Divisionen: der Southwest Division mit Teams aus Adelaide, Geelong, Melbourne und Perth sowie der Northeast Division mit Teams aus Brisbane, Canberra, Sydney und Auckland.
| Verein             | Stadt              | Stadion                    | Kapazität          |
| Southwest Division | Southwest Division | Southwest Division         | Southwest Division |
| ------------------ | ------------------ | -------------------------- | ------------------ |
| Adelaide Giants    | Adelaide           | Diamond Sports Stadium     | 5.000              |
| Perth Heat         | Perth              | Baseball Park              | 4.000              |
| Geelong Korea      | Geelong            | Geelong Baseball Park      | 5.000              |
| Melbourne Aces     | Melbourne          | Melbourne Ballpark         | 3.900              |
| Northeast Division |                    |                            |                    |
| Brisbane Bandits   | Brisbane           | Holloway Field             | 1.500              |
| Canberra Cavalry   | Canberra           | Narrabundah Ballpark       | 2.250              |
| Sydney Blue Sox    | Sydney             | Blacktown Baseball Stadium | 3.000              |
| Auckland Tuatara   | Auckland           | North Harbour Stadium      | 25.000             |

Fettdruck: Gründungsmitglied der Australian Baseball League.

## Titelträger
| Jahr    | Meister                               | Ergebnis                              | Finalist                              | MVP Saison (Helms Award Winner)                | MVP Finale                            |
| ------- | ------------------------------------- | ------------------------------------- | ------------------------------------- | ---------------------------------------------- | ------------------------------------- |
| 2010/11 | Perth Heat                            | 2-1                                   | Adelaide Bite                         | James McOwen (Adelaide)                        | Benjamin Moore (Perth)                |
| 2011/12 | Perth Heat                            | 2-1                                   | Melbourne Aces                        | Tim Kennelly (Perth)                           | Virgil Vasquez (Perth)                |
| 2012/13 | Canberra Cavalry                      | 2-0                                   | Perth Heat                            | Adam Buschini (Canberra)                       | Aaron Sloan (Canberra)                |
| 2013/14 | Perth Heat                            | 2-0                                   | Canberra Cavalry                      | Ryan Casteel (Melbourne)                       | Joey Wong (Perth)                     |
| 2014/15 | Perth Heat                            | 2-1                                   | Adelaide Bite                         | Aaron Miller (Adelaide)                        | Allan de San Miguel (Perth)           |
| 2015/16 | Brisbane Bandits                      | 2-0                                   | Adelaide Bite                         | Justin Williams (Brisbane)                     | Donald Lutz (Brisbane)                |
| 2016/17 | Brisbane Bandits                      | 2-0                                   | Melbourne Aces                        | Aaron Whitefield (Brisbane)                    | Logan Wade (Brisbane)                 |
| 2017/18 | Brisbane Bandits                      | 2-1                                   | Canberra Cavalry                      | Jake Fraley (Perth)                            | Tim Atherton (Brisbane)               |
| 2018/19 | Brisbane Bandits                      | 2-0                                   | Perth Heat                            | Tim Kennelly (Perth) Markus Solbach (Adelaide) | Tim Atherton (Brisbane)               |
| 2019/20 | Melbourne Aces                        | 2-0                                   | Adelaide Giants                       | Aaron Whitefield (Adelaide)                    | Shane Robinson (Melbourne)            |
| 2020/21 | Melbourne Aces                        | 9-2*                                  | Perth Heat                            | Darryl George (Melbourne)                      | Tyler Beardsley (Melbourne)           |
| 2021/22 | Saison aufgrund von Covid-19 abgesagt | Saison aufgrund von Covid-19 abgesagt | Saison aufgrund von Covid-19 abgesagt | Saison aufgrund von Covid-19 abgesagt          | Saison aufgrund von Covid-19 abgesagt |
| 2022/23 | Adelaide Giants                       | 2-1                                   | Perth Heat                            | Alex Hall (Perth)                              | Jordan McCardle (Adelaide)            |
| 2023/24 | Adelaide Giants                       | 2-1                                   | Perth Heat                            | Lachlan Wells (Adelaide)                       | Todd van Steensel (Adelaide)          |
| 2024/25 | Canberra Cavalry                      | 2-0                                   | Perth Heat                            | Alex Wells (Sydney)                            | Colten Davis (Canberra)               |

* nur 1 Spiel

## Übertragungsrechte
Die ABL-Saison 2018/19 wird in Teilen von Fox Sports Australia ausgestrahlt. Der Sender zeigt in Australien 40 Spiele der Saison. Zudem sind Spiele auf dem eigenen YouTube-Kanal der Australian Baseball League ABL.tv sowie via Facebook Live verfügbar. Der Sender Eleven Sports zeigt mindestens 40 Spiele in Taiwan. In Südkorea werden Spiele über MBC Sports Plus ausgestrahlt, in Neuseeland über Sky Sport New Zealand. Der Sender Telstra Broadcast Services zeigt Spiele in Südkorea, Taiwan, Neuseeland und Australien. In der Vergangenheit wurden auch bereits einzelne Spiele über Fox Sports Asia im asiatischen Raum ausgestrahlt. Zudem wurden einige Spiele auf MLB Network gezeigt.

## Zuschauer
Nachfolgend sind die Zuschauerzahlen der Australian Baseball League pro Saison dargestellt.
| Saison  | Zuschauer gesamt | Anzahl Spiele | Zuschauer pro Spiel | Team mit meisten Zuschauern |
| ------- | ---------------- | ------------- | ------------------- | --------------------------- |
| 2010/11 | 114.023          | 95            | 1.200               | Adelaide Bite (24.917)      |
| 2011/12 | 123.886          | 118           | 1.050               | Perth Heat (24.299)         |
| 2012/13 | 129.909          | 122           | 1.065               | Perth Heat (29.803)         |
| 2013/14 | 147.887          | 125           | 1.183               | Perth Heat (33.539)         |
| 2014/15 | 140.932          | 138           | 1.021               | Perth Heat (32.571)         |
| 2015/16 | 150.213          | 159           | 945                 | Brisbane Bandits (31.590)   |
| 2016/17 | 87.475           | 107           | 818                 | Canberra Cavalry (19.716)   |
| 2017/18 | 98.397           | 118           | 834                 | Perth Heat (22.881)         |
| 2018/19 | 112.496          | 160           | 741                 | Canberra Cavalry (22.488)   |